# Corregimiento de La Concepción
La provincia de La Concepción, o corregimiento de La Concepción, fue una división territorial del Imperio español dentro de la Capitanía General de Chile. 
Fue creada debido a la fundación de la Ciudad de La Concepción del Nuevo Extremo (1550), ubicado a orillas de la Bahía de Concepción. Con la fundación de nuevas ciudades y villas su territorio fue disminuyendo llegando al río Biobio por el sur. Estaba a cargo de un corregidor, quién presidía el Cabildo de la ciudad.
En 1786, se convierte en Partido de La Concepción.